# Herajärvi (sjö i Ruovesi, Birkaland, 62,07 N, 24,02 Ö)
Herajärvi är en sjö i kommunen Ruovesi i landskapet Birkaland i Finland. Sjön ligger 123 meter över havet. Den är 8 meter djup. Arean är 1,18 kvadratkilometer och strandlinjen är 9,3 kilometer lång. Sjön  ingår i Kumo älvs huvudavrinningsområde.   Den ligger omkring 64 km norr om Tammerfors och omkring 220 km norr om Helsingfors. 
I sjön finns ön Lellerinsaari. 